# Hole in the Wall (Initiative)
Hole in the Wall ist eine Initiative, die es sich zum Ziel gemacht hat, Kindern in armen Regionen den Zugang zu Bildung zu ermöglichen. Statt auf traditionellen Schulunterricht setzt „Hole in the Wall“ auf eigenständiges Lernen am Computer in unüberwachter Umgebung.

## Experiment

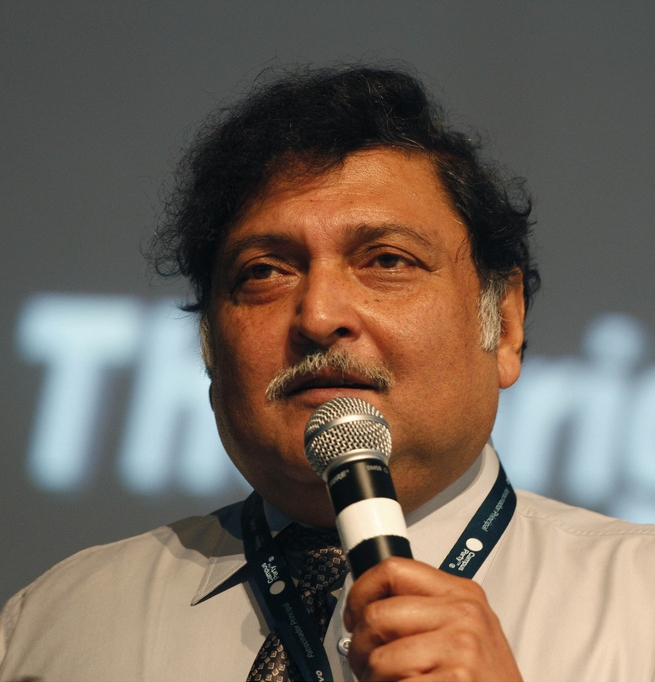
Sugata Mitra 2012

1999 startete Sugata Mitra für NIIT das Experiment „Hole in the Wall“, um das Lernverhalten von Kindern in einer Umgebung ohne Anleitung und Überwachung zu überprüfen. Ebenfalls von Interesse war für den Informatiker und Bildungswissenschaftler, ob sich Kinder aus unterschiedlichen Schichten im Lernverhalten und im Lerneifer unterscheiden.
Für das Experiment wurden in einem Slum in Neu-Delhi Computer mit Internetzugang in Maueröffnungen installiert (daher die Bezeichnung Hole in the Wall), die nur über eine Videokamera überwacht wurden. Das überraschende Ergebnis: Zunächst nahmen die Kinder Maus und Tastatur nur als Spielzeug wahr, aber nachdem sie sich selbst die grundlegenden Funktionsweisen beigebracht hatten, wurden daraus Mittel zum Zweck – die Kinder nutzten den Computer, um sich in ihren Interessensgebieten weiterzubilden. Das Experiment zeigte, dass Kinder allein durch Wissbegierde und Neugier zum Lernen motiviert werden und in der Lage sind, sich selbstständig und in gegenseitigem Austausch Dinge beizubringen – ohne Eingreifen durch einen Lehrer. Auch veränderte sich das soziale Verhalten der Kinder – Wissen wurde zum Wert. Dabei spielt die Zugehörigkeit zu einer bestimmten sozialen Schicht keine Rolle.

## Hole-in-the-Wall Education Ltd. (HiWEL)
Aufbauend auf der Arbeit der Wissenschaftler von 1999 wurde 2001 die Hole-in-the-Wall Education Ltd. gegründet, ein Joint Venture zwischen NIIT und der Weltbankgesellschaft IFC (International Finance Corporation) mit Sitz in Neu-Delhi. HiWEL engagiert sich dafür, Kindern in armen Regionen Bildung zu ermöglichen. Dazu werden nach dem Vorbild des ersten Experiments Lernstationen an frei zugänglichen Plätzen installiert, zum Beispiel auf Spielplätzen. HiWEL ermöglichte durch solche Computerterminals mit geringem Aufwand Bildung für mehr als 300.000 Kinder in 150 Dörfern auf dem Land und in städtischen Slums in Asien und Afrika. Vor allem in Indien, Kambodscha, Mosambik, Sambia, Uganda, Botswana, Nigeria und Ruanda arbeitet HiWEL gemeinsam mit den örtlichen Regierungen daran, die Rate der Schulabbrecher zu verringern und ein effektives Schulsystem zu etablieren.
Unter der Bezeichnung School in the Cloud (Schule in der Wolke) wurde ab 2013 mit den Mitteln des Preisgeldes der TED-Konferenz ein internationales Netzwerk aufgebaut. Durch örtliche Schulgründungen, die Nutzung des Internets und aufbauend auf den bisherigen Erfahrungen soll benachteiligten Kindern eine bessere Schulbildung ermöglicht werden. Dazu werden Initiatoren darin unterstützt, eine Umgebung zu schaffen, in der Kinder selbstbestimmt lernen können. Dabei werden sie von Erwachsenen vor Ort und durch ein E-Learning System unterstützt. Das Prinzip dieser Self-Organised Learning Environments (SOLE) wird auch zusätzlich zum regulären Schulunterricht angeboten. Zum Konzept gehört es, dass Erwachsene online Fragen beantworten und das Lernen der Kinder durch das Fragenstellen anregen. SOLE gibt Hilfestellung zur Gründung solcher Schulen und stellt ein Angebot von Lernsoftware zur Verfügung.

## Forschung
Unter der Bezeichnung Minimal invasive Erziehung wurde die Lernform des selbstorganisierten Lernens von Kindern weiter erforscht. Dazu wurde das Lernverhalten von 250 Kindern unter experimentellen Bedingungen beobachtet und sowohl die Lernstrategien als auch das soziale Verhalten der Kinder untersucht. Aufgezeigt wurden auch die Grenzen des selbstorganisierten Lernens von Kindern durch die Nutzung von Computern und Internetzugang. Einen Überblick über veröffentlichte Forschungsergebnisse sollen den Austausch auch auf wissenschaftlicher Ebene ermöglichen.

## Auszeichnungen
Am 16. Mai 2008 wurde Hole-in-the-Wall Education Ltd. (HiWEL) mit dem „Digital Opportunity Award“ ausgezeichnet. HiWEL erhielt die Auszeichnung für ihre bahnbrechende Arbeit bei der Verbesserung der Computerkenntnisse und der Bildungsqualität der ländlichen Dorfbevölkerung in diversen Schwellen- und Entwicklungsländern.
Die World Information Technology and Services Alliance (WITSA), ein Konsortium aus über 60 internationalen Wirtschaftsverbänden der Technologieindustrie, vergibt den „Digital Opportunity Award“ alle zwei Jahre an die außergewöhnlichsten Anwender von Informations- und Kommunikationstechnologie. Gewürdigt wird dabei u. a. aktives Engagement, das zur Überwindung der so genannten Digitalen Kluft beiträgt.
Entscheidend für die Auszeichnung durch die Jury ist die Effektivität des Programms, sowie die Anzahl der Personen, die vom Einsatz der Technologie profitieren konnten. Wichtige Kriterien sind zudem der Grad der technologischen Intensität sowie das Maß der Innovation und das Erreichen der angestrebten Ziele.
2013 erhielt Mitra den mit 1.000.000 Dollar dotierten Preis der TED-Konferenz und propagierte den Ausbau von School in the Cloud zur Verbesserung der Bildung von Kindern in abgelegenen Gebieten durch Nutzung digitaler Technologie.

## Rezeption
Der indische Schriftsteller Vikas Swarup wurde nach eigener Aussage durch einen Besuch einer der Lernstationen von HiWEL zu seinem Roman „Rupien! Rupien!“ inspiriert. Auf dem Buch wiederum basiert der Kinofilm „Slumdog Millionär“ von Regisseur Danny Boyle (2008).
2018 veröffentlichte die Met Film Production PRO den Dokumentarfilm The School in the Cloud.